# Ptič neletalec
Ptiči neletalci so raznovrstna skupina ptičev, ki nimajo sposobnosti letenja, pač pa se premikajo izključno s hojo ali plavanjem. Prevladujoča razlaga je, da gre za vrste, ki so v evolucijskem razvoju sekundarno izgubile to sposobnost ter ponovno prešle na kopenski način življenja. Ptiči neletalci niso taksonomska kategorija, saj se neleteči predstavniki pojavljajo v vsaj 12 različnih evolucijskih linijah. Poleg tega je bilo, sodeč po anatomskih značilnostih fosilnih ostankov, neletečih tudi več izumrlih predstavnikov v različnih geoloških dobah, kar nakazuje, da je vrnitev na kopenski način življenja običajen trend v evoluciji ptic.
Anatomsko se ptiči neletalci razlikujejo od letečih sorodnikov po več znakih. Najočitnejši je reduciran sprednji par okončin, ki so pri ostalih ptičih oblikovane kot peruti. Kosti so proporcionalno manjše, močno zmanjšan pa je tudi gredelj prsnice, kamor se pripenjajo letalne mišice v prsih, ki pri neletalcih predstavljajo zanemarljiv delež telesne mase. Nasprotno so povečane in robustnejše zadnje okončine (noge). Sprednje okončine so lahko preprosto zakrnele, ali pa so prevzele drugačno funkcijo - najočitnejši zgled so pingvini, pri katerih sodelujejo pri plavanju, zato so kosti ojačane. Ostali neleteči ptiči, ki se potapljajo za plenom, uporabljajo za poganjanje pod vodo noge, saj so peruti za ta namen preveč krhke.
Biologi razlagajo izgubo sposobnosti letenja z mehanizmi naravnega izbora. Več dejstev kaže na to, da gre za prilagoditev, ki v določenih primerih omogoča lažje preživetje. V okoljih, kjer je zmanjšan ali odsoten pritisk plenilcev (najočitnejši primer so manjši samotni otoki kamor se niso razširili večji plazilci ali sesalci), so letalne mišice energetsko potratna investicija organizma, ki mu ne daje toliko prednosti kot drugod. To ne velja za celinska okolja, kjer prav tako najdemo ptiče neletalce, kot so noj, kazuar in emu. Pri njih izgubo sposobnosti letenja povezujejo s povečevanjem telesne velikosti. Obstoj neletečih ptičev je pogosto odvisen od specifičnosti njihovega okolja, ki zmanjša pritisk tekmecev. To so bodisi nedostopni samotni otoki ali pečine (kivi, kakapo, galapaški neleteči kormoran), mrzla in odročna antarktična območja (pingvini) ipd.
Take vrste intenzivno izumirajo v zadnjih stoletjih zaradi vpliva človeka, bodisi zaradi neposrednega lova, bodisi zaradi namernega ali nenamernega vnosa neavtohtonih plenilcev (podgane, mačke ipd.). Recentna izumrtja, kot sta dodo in velika njorka, so pogosto uporabljan zgled za občutljivost otoških ekosistemov in kvaren vpliv človekove dejavnosti na naravo.